# Khemraj Naiko
Khemraj Naiko (ur. 23 sierpnia 1972) – maurytyjski lekkoatleta, który specjalizował się w skoku wzwyż.

## Osiągnięcia
- 6 medali mistrzostw Afryki
  - Kair 1990 brązowy medal
  - Belle Vue Mauricia 1992 brązowy medal
  - Durban 1993 srebro
  - Yaoundé 1996 złoty medal
  - Dakar 1998 srebrny medal
  - Brazzaville 2004 brąz
- srebro igrzysk afrykańskich (Harare 1995)

Dwukrotny uczestnik igrzysk olimpijskich – Barcelona 1992 oraz Atlanta 1996 – w obu występach zakończył swój udział na eliminacjach. 

## Rekordy życiowe
- skok wzwyż – 2,28[1] (1996 I 1998) rekord Mauritiusu